# Dryophyllum
Il Driofillo (Dryophyllum) è una pianta fossile appartenente alla famiglia delle fagacee.

## Etimologia
Il suo nome deriva dal greco δρῦς "quercia" e ϕύλλον "foglia".

## Descrizione
Le foglie sono lanceolate o oblunghe-lineari, spesso dentate, ma talvolta con margine intero, coi nervi secondari subcamptodromi e biforcati nelle foglie dentate e camptodromi nelle foglie intere e quasi sempre rilegati da anastomosi trasversali; la grandezza di queste varia da specie a specie ma solitamente è tra i 14 cm e i 28 cm in lunghezza e dai 2 cm ai 12 cm in larghezza.

### Specie
- D. amplum
- D. anomalum
- D. furcinerve
- D. puryearensis
- D. tennessensis